# 2019年ミス香港選挙
2019年ミス香港選挙（2019ねんミスホンコンせんきょ、英語: Miss Hong Kong 2019）は2019年に行われた、香港のテレビ局である無綫電視による、ミス香港を選出するための選挙。その決勝戦は2019年9月8日に将軍澳のテレビシティで開催された。

## 順位
- グランプリ：黃嘉雯（Carmeney Wong／カーマニー・ウォン）
- 2位：王　菲（Fei Wong／フェイ・ウォン）
- 3位：古佩玲（Kelly Gu／ケリー・クー）